# شوقي جلال
شوقي جلال عثمان (30 أكتوبر 1931، 17 سبتمبر 2023) ولد في القاهرة. مترجم وكاتب مصري، حاصل على ليسانس كلية الآداب، قسم فلسفة وعلم نفس، جامعة القاهرة، عام 1956.
بيّن حال الترجمة في الوطن العربي واستند تقرير التنمية الإنسانية العربية للعام 2003 الذي أصدره برنامج الأمم المتحدة الإنمائي والصندوق العربي للإنماء الاقتصادي والاجتماعي على كتابه «الترجمة في العالم العربي، الواقع والتحدي» كأحد المصادر المهمة للمعلومات في فقرة الترجمة.

## المؤلفات
1. نهاية الماركسية.
2. التراث والتاريخ: نظرة ثانية.
3. العقل الأمريكي يفكر.
4. على طريق توماس كون.
5. الفكر العربي وسيسيولوجية الفشل.
6. الحضارة المصرية: صراع الحضارة والتاريخ.
7. ثقافتنا والإبداع، سلسلة اقرأ
8. الترجمة قي العالم العربي: الواقع والتحدى.
9. ثقافتنا والدائرة المفرغة.
10. أركيولوجيا العقل العربي: البحث عن الجذور، دار العين، القاهرة،
11. الصين: التجربة والتحدي،
12. الشك الخلاق: في حوار مع السلف.
13. المجتمع المدني وثقافة الإصلاح: رؤية نقدية للفكر العربي.

## المترجمات
1. المسيح يصلب من جديد.
2. السفر بين الكويكبات.
3. الشرق يصعد ثانية: الاقتصاد الكوكبي قي العصر الآسيوي.
4. العولمة والمجتمع المدني.
5. الدرب الآخر.
6. الثورة الخفية قي العالم الثالث.
7. الإسلام والغرب.
8. التراث المسروق.
9. مشكلة المياه قي العالم العربي.
10. أفريقيا قي عصر التحرر الاجتماعي، سلسلة عالم المعرفة، الكويت، أبريل 1980.[3]
11. العالم بعد مائتي عام، تأليف: هرمان كان وآخرون، سلسلة عالم المعرفة، الكويت، يوليو 1982م.[4]
12. تشكيل العقل الحديث، سلسلة عالم المعرفة، الكويت، أكتوبر 1984.[5]
13. بنية الثورات العلمية، تأليف: توماس كون، سلسلة عالم المعرفة، الكويت.[6]
14. لماذا ينفرد الإنسان بالثقافة؟ الثقافات البشرية: نشأتها وتنوعها، تأليف: مايكل كاريدزس، سلسلة عالم المعرفة، الكويت، رمضان 1418 هـ، يناير 1998م، 312ص.[7]
15. الآلة قوة وسلطة: التكنولوجيا والإنسان منذ القرن 17 حتى الوقت الحاضر، سلسلة عالم المعرفة، الكويت، يوليو 2000.[8]
16. التنين الأكبر: الصين في القرن الواحد والعشرين، سلسلة عالم المعرفة، الكويت، يوليو 2001.[9]
17. بعيدا عن اليسار واليمين: مستقبل السياسات الراديكالية، سلسلة عالم المعرفة، الكويت، أكتوبر 2002.
18. التنمية حرية: مؤسسات حرة وإنسان متحرر من الجهل والمرض والفقر، تأليف: أمارتيا صن، سلسلة عالم المعرفة، الكويت، مايو 2004.
19. جغرافية الفكر: كيف يفكر الغربيون والآسيويون على نحو مختلف ولماذا، سلسلة عالم المعرفة، الكويت، فبراير 2005.
20. الثقافة والمعرفة البشرية: دراسة مقارنة بين أطفال البشر والرئيسات، سلسلة عالم المعرفة، الكويت، يونيو 2006.
21. كامي وسارتر، رونالد أرونسون، عالم المعرفة، الكويت، ديسمبر 2006.
22. التنوير الآتي من الشرق: اللقاء بين الفكر الاسيوي والفكر الغربي، سلسلة عالم المعرفة، ديسمبر 2007.
23. الفيل والتنين: صعود الهند والصين ودلالة ذلك لنا جميعا، سلسلةعالم المعرفة، الكويت، يناير 2009.
24. لماذا العلم؟ سللسة عالم المعرفة، الكويت، فبراير 2010.
25. تاريخ العلم 1543 - 2001م، جزءان، عالم المعرفة، الكويت، يونيو/ يوليو 2012.

## ثالثا: المقالات
1. مستقبل الليبرالية، الهلال، يناير 2005م 88/93
2. الإبداع هل هو هبة فردية؟، العربي 529 ديسمبر 2002م 22/24

## الجوائز والأوسمة
- جائزة مؤسسة الكويت للتقدم العلمي.

معلومات إضافية:
سيرة ذاتية موجزة - المجلس الأعلى للثقافة